# Joan Carles Garcia Cañizares
Joan Carles Garcia Cañizares   (Tordera i Barcelona, 7 de novembre de 1961) és un polític català, alcalde de Tordera (Maresme) des del 1995 i diputat provincial a la Diputació de Barcelona per Junts per Catalunya des del 2007.
Va ser alcalde de Tordera des de l'any 1995 fins al 2023 i diputat provincial de la Diputació de Barcelona des de l'any 2007, i s'encarrega, entre d'altres, de l'àrea d'hisenda, recursos humans i tecnologies de la informació. Va ser substituït a l'alcaldia per Elisabet Megias Pinós a les eleccions de 2023.